# Provenienční princip
Provenienční princip je princip, který by měl být základním principem moderního archivnictví, tedy shromažďování (budoucích) archiválií a jejich následné třídění. S užitkem může být využit i v jiných institucích (knihovnách a muzeích). Princip spočívá v respektování původu (provenience), to znamená, že – podle české terminologie – archivní fondy mají zachovávat celistvost a organickou strukturu, kterou jim vtiskl původce.
Předchůdce provenienčního principu se objevil v instrukci francouzského ministerstva vnitra z roku 1841 ohledně pořádání departamentních a komunálních archivů. Zde se objevuje tak řečený „respect des fonds“, tedy je nařízeno zachovat a nedělit převzaté celky. K rozpracování „respect des fonds“ došlo v rámci tzv. holandské archivní teorie publikované roku 1898, kterou připravili tři nizozemští archiváři Samuel Muller, Johan Adrian Feith a Robert Fruin. Zde byl ještě přidán požadavek na rekonstruování fondu podle registratury původce (registraturní princip). V roce 1910 byl přijat provenienční princip na mezinárodním kongresu archivářů v Bruselu.

## Formulování principu
Při starším pořádáním archivů se zhusta uplatňoval tzv. pertinenční princip (vztahový), kdy se archivem získaným archiváliím vtiskl nový vztahový systém (doposud podstatnou část schraňovaného materiálu takto uspořádaného obsahuje Archiv Národního muzea, manipulací vznikly, jak názvy ukazují, již Stará a Nová manipulace uložené posléze v Národním archivu), či později Bachmannova manipulace umístěná v Ústavu dějin Univerzity Karlovy – Archivu Univerzity Karlovy v Praze a vznikají tak i podle zákona stále mnohé archivní sbírky. Zatímco v moderním muzejnictví i knihovnictví tento princip (pořádání muzejní sbírky a knihovního fondu) hraje důležitou roli doposud, v archivnictví se ukázal jako nedostatečný.
Pokusy respektovat systém původní spisovny se objevil např. v provinciálním archivu v Magdeburgu v roce 1816. V roce 1838 formuloval francouzský archivář Natalis de Wailly princip „respect des fonds“ (v roce 1841 ukotven v instrukci, podle které se mělo pracovat s departementními a komunálními archivy). Zde bylo především zdůrazněno, že fond je živým produktem činnosti instituce (což je třeba respektovat). Výraz provenience použil pruský archivář Heinrich von Sybel v instrukci z roku 1881. Jako komplexní princip potom byl formulován nizozemskými archiváři v příručce roku 1898. Zde byly definovány dvě zásady: 1) samostatnost a nedělitelnost archivního fondu a 2) vnitřní uspořádání dokumentů ve fondu. Nizozemci vlastně nerozlišovali mezi spisovnou a archivem (archivním fondem), což (v striktním výkladu principu) práci archiváře poněkud svazovalo a v praxi přinášelo někdy problémy.
Proto německý archivní teoretik Adolf Brenneke navrhl tzv. volný provenienční princip, který umožňuje nově uspořádat fond (tedy narušení zásady definitivnosti vnitřního členění), zejména pokud byla spisovna poškozena nebo v prvé řadě byla špatně vedena, takže neodpovídala struktuře původce. S prosazením provenienčního principu získává důležitost předarchivní péče, která má též za úkol zabránit špatnému vedení spisoven, na což upozornil Heinrich Otto Meisner.